# Kopački Rit
Kopački Rit est un parc naturel de l'est de la Croatie, créé en 1967, d'une surface de 23 891 ha. Il est situé au nord-ouest de la confluence de la Drave et du Danube, à la frontière avec la Serbie. Il comprend de nombreux marigots et étangs le long du Danube. Il fait partie des plus importantes réserves ornithologiques de cette partie de l’Europe. C’est l’une des zones humides intactes préservées les plus importantes, les plus vastes et les plus attrayantes d’Europe. 
Il fait également partie de la réserve de biosphère de l'Unesco « Mura-Drava-Danube » créée en 2012,.

## Faune et flore

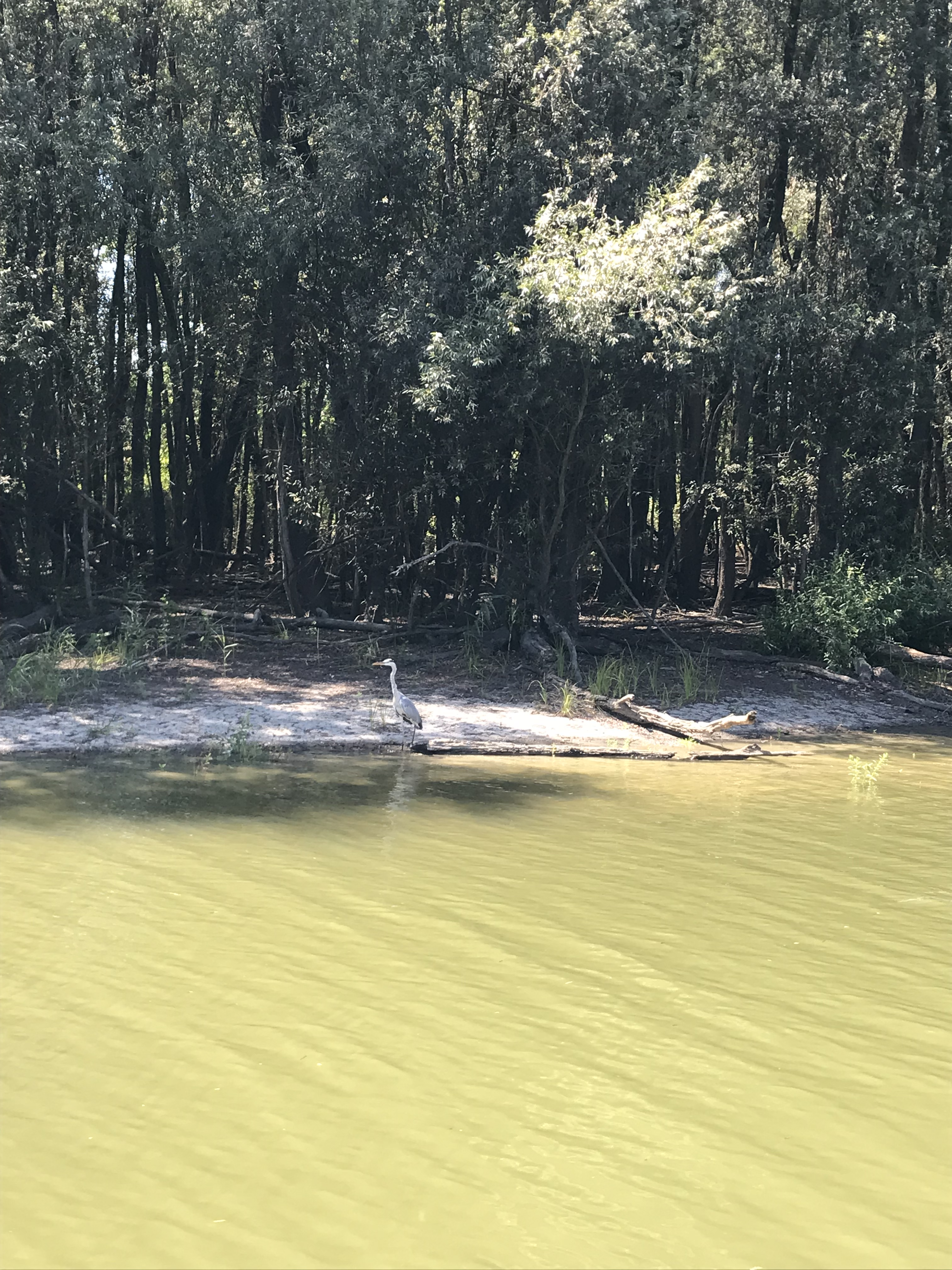
Un héron gris sur une rive du lac Sakadaš.

Une partie de Kopački Rit a été désignée comme réserve zoologique. Environ 260 espèces d’oiseaux diverses s’y reproduisent, notamment des oies et des canards, des aigrettes blanches, des cigognes blanches, des cigognes noires, des pygargues à queue blanche, des corneilles, des foulques, des goélands, des sternes, des martins-pêcheurs communs et des pics verts. De nombreuses autres espèces utilisent cette zone comme abri temporaire lors de la migration des régions plus froides du nord vers les régions plus chaudes du sud et vice versa.
Il existe environ 40 espèces de poissons, dont le brochet, la tanche, la brème, la carpe, le poisson-chat, le sandre et la perche. Les mammifères de la région comprennent le cerf élaphe, le chevreuil, le sanglier (et leurs marcassins, fin mai/début juin), le chat sauvage européen, la martre des pins, la belette, la zibeline et la loutre eurasienne. 
Kopački Rit compte également plus de 140 espèces de plantes enregistrées, dont certaines sont très rares et ne se trouvent que dans quelques endroits en Croatie.

## Tourisme

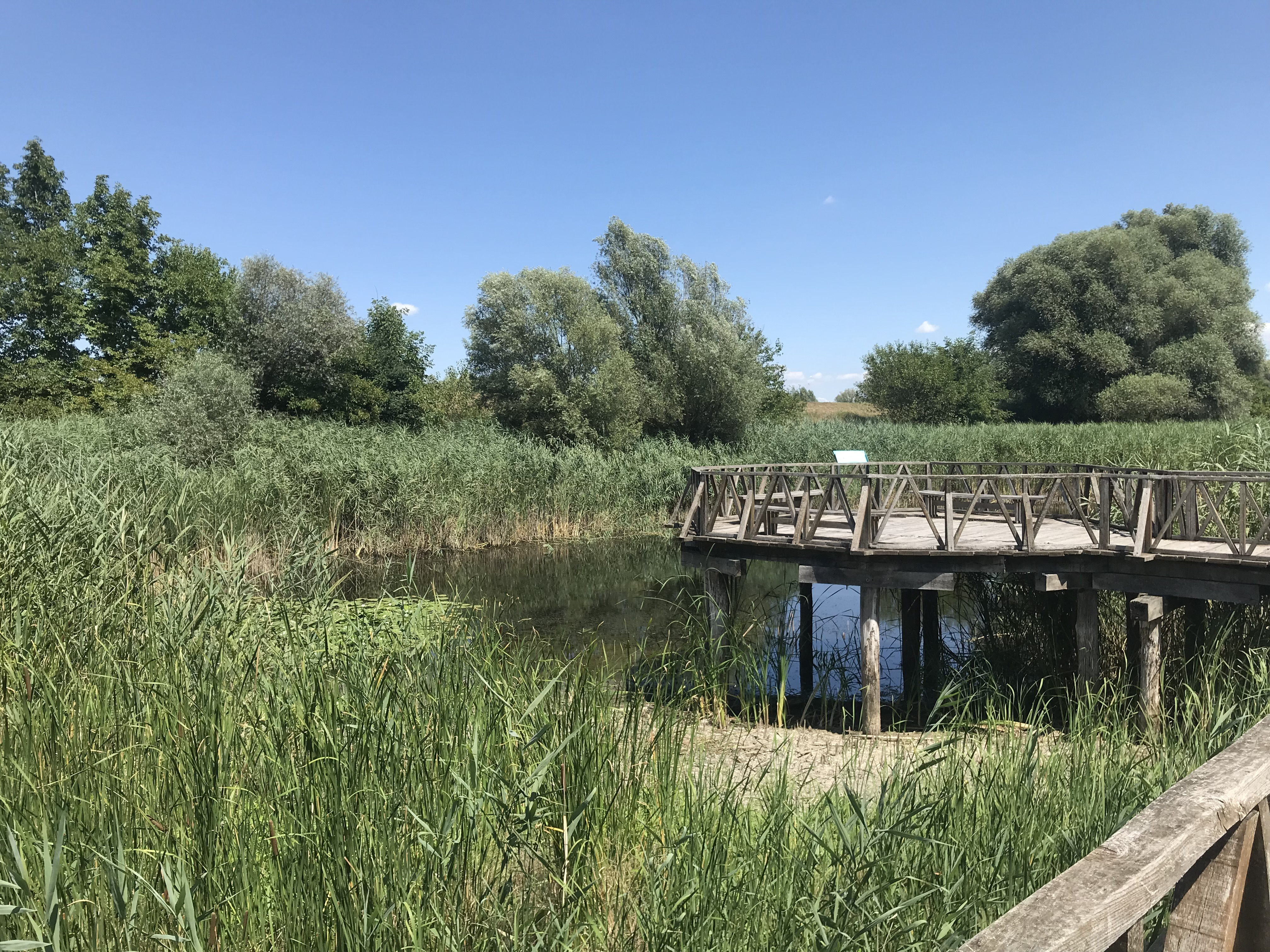
Un marais et le sentier pédestre en 2025.

La proximité de la grande ville d’Osijek et de ses environs, ainsi que d’excellentes communications (par route, chemin de fer, avion et bateau) offrent un accès facile aux visiteurs. La beauté de la nature « intacte », la multitude des eaux, de la flore et de la faune attirent non seulement les excursionnistes et les visiteurs, mais aussi de nombreux experts et scientifiques de toute l’Europe.

L'embarcadère de bateaux touristiques sur le lac Sakadaš.

Des visites touristiques guidées par des bateaux panoramiques, des barques, des chariots tirés par des chevaux ou à pied sont disponibles. Certains forfaits offrent la possibilité de photographier ou d’enregistrer des animaux, des oiseaux en particulier.
La pêche à la ligne et la chasse sont autorisées dans certaines parties de Kopački Rit.
Les pistes cyclables internationales « Route de la paix pannonienne » et « Route du Danube » traversent Kopački Rit, qui est devenu le premier centre pour les cyclotouristes en Croatie. Des vélos sont également disponibles à la location via le centre des visiteurs.